# Сильный (миноносец)
«Сильный» — русский миноносец типа «Сокол», участвовавший в русско-японской войне и отличившийся при обороне Порт-Артура. 

## Боевая деятельность
В ночь на 14 марта 1904 года к Порт-Артуру были направлены четыре брандера под прикрытием отряда миноносцев и трёх отрядов истребителей японского флота с целью затопить их на фарватере и тем самым закупорить русскую эскадру в порт-артурской бухте (так называемая вторая атака брандеров). Подход брандеров был своевременно замечен находящимися в ту ночь в дозоре на внешнем рейде миноносцами «Сильный» и «Решительный».
Выйдя навстречу, «Сильный» (командир лейтенант Е. И. Криницкий) обстрелял головной брандер и затем метко поразил его торпедой, после чего начавший тонуть брандер потерял управление и был выброшен на берег. Второй брандер был подбит «Решительным», а ещё два под артиллерийском огнём русских миноносцев выброшены на берег своими командами. Однако «Сильный» был атакован затем двумя японскими миноносцами «Цубамэ» и «Аотака», совокупно превосходивших его в артиллерии. В бою были перебиты паропроводы машинного отделения и повреждено кормовое орудие, в экипаже погиб механик В. В. Зверев и 6 моряков, 13 членов команды (включая командира корабля) получили ранения. Однако экипаж смог отвести повреждённый корабль к берегу под защиту береговых батарей.
Был подорван в ночь на 20 декабря 1904 года экипажем перед сдачей крепости Порт-Артур. Поднят и восстановлен японцами, стал эсминцем 3-го ранга «Фумицуки». Списан на слом в 1913 году.

## Список командиров миноносца
- 15.12.1903—28.01.1904 лейтенант Е. Ю. Ходорович
- 28.01.1904—14.02.1904 капитан 2-го ранга А. К. Цвингман 1-й
- 14.02.1904—10.06.1904 лейтенант (затем капитан 2-го ранга) Е. И. Криницкий
- 10.06.1904—01.10.1904 лейтенант Г. О. Гадд
- 01.11.1904—20.12.1904 капитан-лейтенант, с 06.12.1904 капитан 2-го ранга В. Л. Кузьмин-Короваев 1-й (01.01.1905 официально отчислен от должности)